# Associazione Calcio Perugia 1991-1992
Questa voce raccoglie le informazioni riguardanti l'Associazione Calcio Perugia nelle competizioni ufficiali della stagione 1991-1992.

## Stagione
L'annata si rivelò un importante punto di svolta nella storia del Perugia. Sul finire del 1991 avvenne infatti il passaggio della società, da tempo in cattive acque, nelle mani dell'imprenditore romano Luciano Gaucci (già vicepresidente della Roma di Dino Viola), il quale rimarrà alla testa del club per i successivi tredici anni portando avanti una delle presidenze più rilevanti nella storia biancorossa.

Una fase del derby umbro tra Ternana e Perugia dell'8 marzo 1992

Nell'immediato il nuovo patron palesò l'intento di fare tornare competitiva quanto prima la squadra umbra, che al contrario da qualche stagione si barcamenava in Serie C1 senza veri obiettivi. In tal senso destò un certo clamore l'ingaggio nel mercato di riparazione dell'affermato Giuseppe Dossena, convinto da Gaucci a lasciare la Sampdoria, campione d'Italia in carica, per scendere tra i campi della terza serie; nell'estate precedente erano già arrivati a rinforzare l'organico biancorosso, tra gli altri, l'attaccante Pasquale Traini, il quale emergerà come migliore marcatore stagionale dei grifoni, e il promettente centrocampista Federico Giunti, il quale diverrà nel corso del decennio un punto fermo dell'undici perugino.
Sul piano sportivo la squadra si mostrò competitiva in campionato nonostante una tribolata gestione tecnica, sfociata in ben tre avvicendamenti in panchina: dapprima Paolo Ammoniaci, poi Giuseppe Papadopulo e infine Adriano Buffoni. Il Perugia rimase comunque in lotta per la promozione in Serie B fino alle ultime giornate: decisive, a posteriori, si rivelarono le sconfitte esterne patite nel girone di ritorno contro i due maggiori competitori al salto di categoria, la prima con gli storici rivali della Ternana nel derby dell'Umbria dell'8 marzo 1992 al Liberati di Terni (uno 0-1 maturato a soli tre minuti dal fischio finale), e la seconda con la Fidelis Andria il successivo 17 maggio al Comunale di Andria, a tre turni dal termine (0-2). I grifoni chiusero il campionato al terzo posto, vedendo sfumare l'obiettivo della promozione per un solo punto di distacco dai pugliesi e quattro dai corregionali ternani primi classificati.
Brevi e incolori risultarono i cammini nella due coppe nazionali, con i biancorossi eliminati dal Cesena al primo turno dalla Coppa Italia e dal Siena ai sedicesimi di finale dalla Coppa Italia di Serie C.

## Rosa

Il neoacquisto Federico Giunti, futuro protagonista della squadra umbra nel corso degli anni 1990

| N. |                   | Ruolo | Calciatore           |
| -- | ----------------- | ----- | -------------------- |
|    | Italia (bandiera) | P     | Luciano Arisi        |
|    | Italia (bandiera) | C     | Michele Baldi        |
|    | Italia (bandiera) | D     | Massimo Beghetto     |
|    | Italia (bandiera) | D     | Agatino Cuttone      |
|    | Italia (bandiera) | C     | Giuseppe Del Giudice |
|    | Italia (bandiera) | C     | Antonio Di Carlo     |
|    | Italia (bandiera) | D     | Alfonso Di Marco     |
|    | Italia (bandiera) | A     | Antonino Di Natale   |
|    | Italia (bandiera) | D     | Francesco Di Spirito |
|    | Italia (bandiera) | C     | Giuseppe Dossena     |
|    | Italia (bandiera) | A     | Salvatore Fusci      |
|    | Italia (bandiera) | D     | Roberto Galletti     |
|    | Italia (bandiera) | C     | Federico Giunti      |

| N. |                   | Ruolo | Calciatore                |
| -- | ----------------- | ----- | ------------------------- |
|    | Italia (bandiera) | A     | Simone Mainardi           |
|    | Italia (bandiera) | A     | Claudio Nitti             |
|    | Italia (bandiera) | C     | Antonio Franco Pannitteri |
|    | Italia (bandiera) | C     | Gionni Pivetta            |
|    | Italia (bandiera) | C     | Roberto Rizzo             |
|    | Italia (bandiera) | D     | Valiant Rosati            |
|    | Italia (bandiera) | D     | Marco Saltarelli          |
|    | Italia (bandiera) | A     | Roberto Savi              |
|    | Italia (bandiera) | A     | Massimo Scarpa            |
|    | Italia (bandiera) | C     | Alessio Torracchi         |
|    | Italia (bandiera) | A     | Pasquale Traini           |
|    | Italia (bandiera) | P     | Graziano Vinti            |

## Risultati

### Serie C1

#### Girone di andata
| 15 settembre 1991 1ª giornata | Perugia | 0 – 0 | Chieti |  |

| 22 settembre 1991 2ª giornata | Monopoli | 1 – 2 | Perugia |  |

| Perugia 29 settembre 1991 3ª giornata | Perugia          | 0 – 0 | Nola | Stadio Renato Curi (5699 spett.)\| Arbitro: \| Santoruvo (Bari) \| |
| Arbitro:                              | Santoruvo (Bari) |       |      |                                                                    |

| 6 ottobre 1991 4ª giornata | Casarano | 0 – 0 | Perugia |  |

| 13 ottobre 1991 5ª giornata | Giarre | 1 – 0 | Perugia |  |

| 20 ottobre 1991 6ª giornata | Perugia | 0 – 1 | Ternana |  |

| 27 ottobre 1991 7ª giornata | Licata | 0 – 0 | Perugia |  |

| 10 novembre 1991 8ª giornata | Perugia | 0 – 0 | Siracusa |  |

| 17 novembre 1991 9ª giornata | Salernitana | 0 – 0 | Perugia |  |

| 24 novembre 1991 10ª giornata | Perugia | 2 – 1 | Ischia Isolaverde |  |

| 1º dicembre 1991 11ª giornata | Sambenedettese | 0 – 0 | Perugia |  |

| 8 dicembre 1991 12ª giornata | Perugia | 0 – 0 | Acireale |  |

| 15 dicembre 1991 13ª giornata | Catania | 1 – 0 | Perugia |  |

| 22 dicembre 1991 14ª giornata | Perugia | 2 – 0 | Reggina |  |

| 29 dicembre 1991 15ª giornata | Perugia | 0 – 0 | Fidelis Andria |  |

| 12 gennaio 1992 16ª giornata | Fano | 0 – 1 | Perugia |  |

| 19 gennaio 1992 17ª giornata | Perugia | 4 – 2 | Barletta |  |

#### Girone di ritorno
| 26 gennaio 1992 18ª giornata | Chieti | 0 – 1 | Perugia |  |

| 9 febbraio 1992 19ª giornata | Perugia | 2 – 0 | Monopoli |  |

| Nola 16 febbraio 1992 20ª giornata | Nola                     | 0 – 0 | Perugia | Stadio Comunale Piazza d'Armi (3500 spett.)\| Arbitro: \| Lorenzo Branzoni (Pavia) \| |
| Arbitro:                           | Lorenzo Branzoni (Pavia) |       |         |                                                                                       |

| 23 febbraio 1992 21ª giornata | Perugia | 2 – 0 | Casarano |  |

| 1º marzo 1992 22ª giornata | Perugia | 2 – 1 | Giarre |  |

| 8 marzo 1992 23ª giornata | Ternana | 1 – 0 | Perugia |  |

| 15 marzo 1992 24ª giornata | Perugia | 0 – 0 | Licata |  |

| 23 marzo 1992 25ª giornata | Siracusa | 2 – 4 | Perugia |  |

| 5 aprile 1992 26ª giornata | Perugia | 1 – 0 | Salernitana |  |

| 12 aprile 1992 27ª giornata | Ischia Isolaverde | 1 – 1 | Perugia |  |

| 18 aprile 1992 28ª giornata | Perugia | 0 – 0 | Sambenedettese |  |

| 26 aprile 1992 29ª giornata | Acireale | 1 – 1 | Perugia |  |

| 3 maggio 1992 30ª giornata | Perugia | 1 – 1 | Catania |  |

| 10 maggio 1992 31ª giornata | Reggina | 1 – 0 | Perugia |  |

| 17 maggio 1992 32ª giornata | Fidelis Andria | 2 – 0 | Perugia |  |

| 24 maggio 1992 33ª giornata | Perugia | 1 – 0 | Fano |  |

| 31 maggio 1992 34ª giornata | Barletta | 1 – 1 | Perugia |  |